# Beleg, Somogy
Beleg  este un sat în districtul Nagyatád, județul Somogy, Ungaria, având o populație de 666 de locuitori (2011). 

## Demografie
Componența etnică a satului Beleg
     Maghiari (79,03%)
     Romi (20,45%)
     Germani (0,52%)
Componența confesională a satului Beleg
     Reformați (10,51%)
     Fără religie (9,01%)
     Necunoscută (79,88%)
     Atei (0,6%)
Conform recensământului din 2011, satul Beleg avea 666 de locuitori. Din punct de vedere etnic, majoritatea locuitorilor (79,03%) erau maghiari, cu o minoritate de romi (20,45%). Nu există o religie majoritară, locuitorii fiind reformați (10,51%) și persoane fără religie (9,01%). Pentru 79,88% din locuitori nu este cunoscută apartenența confesională.